# Nicôla Huỳnh Văn Nghi
Nicôla Huỳnh Văn Nghi (1927–2015) là một Giám mục Công giáo người Việt, từng giữ chức giám mục chính tòa Phan Thiết và Giám mục phụ tá Tổng giáo phận Sài Gòn. Ông cũng từng đảm nhận vai trò Giám quản Tông Tòa Giáo phận Phan Thiết và Tổng giáo phận Thành phố Hồ Chí Minh. Trong Hội đồng Giám mục Việt Nam, ông từng là Phó Tổng thư ký, đặc trách Giáo tỉnh Sài Gòn nhiệm kỳ IV và V (1989–1995), Phó Chủ tịch I trong hai nhiệm kỳ VI và VII (1995–2001) và Thủ quỹ trong nhiệm kỳ nhiệm kỳ VII (1998–2001). Năm 2000, được giáo hoàng bổ nhiệm làm thành viên Hội đồng Cor Unum (Đồng Tâm) với nhiệm kỳ 5 năm.
Phó tế Huỳnh Văn Nghi được thụ phong linh mục năm 1953 rồi tấn phong giám mục năm 1974 với tư cách là giám mục phụ tá Tổng giáo phận Sài Gòn. Tháng 3 năm 1975, ông được bổ nhiệm làm Giám quản Tông Tòa Giáo phận Phan Thiết vừa thành lập. Giám mục Huỳnh Văn Nghi tiếp tục làm Giám quản tại đây đến năm 1979 thì được bổ nhiệm chính thức làm Giám mục chính tòa Giáo phận Phan Thiết. Do giám mục đầu tiên của Phan Thiết là Nguyễn Văn Hòa chưa cai quản giáo phận Phan Thiết một ngày nào nên Giám mục Hòa là giám mục tiên khởi (trên luật định) còn Giám mục Nghi là giám mục tiên khởi (trên thực tế).
Trong các cuộc gặp giữa phái đoàn Tòa Thánh chính phủ Việt Nam năm 1992 và 1993, Giám mục Huỳnh Văn Nghi được Tòa Thánh ngỏ ý chọn làm tổng giám mục phó Tổng giáo phận Thành phố Hồ Chí Minh. Trên nguyên tắc, chính quyền đồng ý, nhưng Tòa Thánh tìm một giải pháp toàn bộ nên không thực hiện việc bổ nhiệm. Tòa Thánh quyết định bổ nhiệm Giám mục Huỳnh Văn Nghi làm Giám quản Tông Tòa Tổng giáo phận Thành phố Hồ Chí Minh vào tháng 8 năm 1993. Chính quyền Việt Nam phản đối việc bổ nhiệm này. 
Song song với chức vụ chính thức tại Phan Thiết, Giám mục Huỳnh Văn Nghi tiếp tục thực hiện vai trò Giám quản tại Thành phố Hồ Chí Minh, và kết thúc nhiệm vụ khi Tòa Thánh và chính quyền đạt thỏa thuận chọn Tân Tổng giám mục Gioan Baotixita Phạm Minh Mẫn vào năm 1998. Tháng 4 năm 2005, Giám mục Huỳnh Văn Nghi chính thức hồi hưu, và ông đã qua đời mười năm sau đó vào tháng 5 năm 2015.

## Thân thế và tu tập
Giám mục Huỳnh Văn Nghi sinh ngày 1 tháng 5 năm 1927 tại Giáo xứ Vĩnh Hội, Sài Gòn (nay thuộc phường Khánh Hội, Thành phố Hồ Chí Minh), thuộc Hạt Đại diện Tông Tòa Sài Gòn. Cậu nhận Bí tích Rửa Tội Công giáo sau đó vào ngày 15 tháng 5 cùng năm tại nhà thờ Cầu Kho. Cha ông là một công nhân đường sắt, có mười hai người con, cậu Huỳnh Văn Nghi là người con thứ bảy. Song thân là ông Phêrô Huỳnh Văn Độ (1893–1979), quê ở Tân Thới Nhì, huyện Hóc Môn (nay là phường Tân Thới Nhì) và bà Anna Nguyễn Thị Nên (1898–1976), quê tại Tân Quy Đông (nay là phường Tân Hưng, Thành phố Hồ Chí Minh).
Ngày 10 tháng 8 năm 1939, gia đình cho cậu bé Huỳnh Văn Nghi theo học tại Tiểu chủng viện Thánh Giuse Sài Gòn. Tin cậu bé Nghi được cho đi tu khiến nhiều người bất ngờ. Sau Cách mạng Tháng Tám 1945, chủng viện tạm đóng cửa nên chủng sinh Nghi trở về sống với gia đình. Sau đó hai năm, ngày 13 tháng 8 năm 1947, cậu được kêu gọi tiếp tục con đường tu học bằng cách nhập học tại Đại chủng viện Thánh Giuse Sài Gòn. Chủng sinh Huỳnh Văn Nghi đã học phân môn triết học tại đây và sau đó được đi du học tại Chủng viện Issy les Moulineaux, Pháp từ năm 1950 đến năm 1953. Ông đã tốt nghiệp văn bằng Tiến sĩ Thần học tại chủng viện Issy les Moulineaux.

## Linh mục
Trong giai đoạn du học tại Pháp, ngày 20 tháng 12 năm 1952, chủng sinh Nicôla Huỳnh Văn Nghi được phong chức Phó tế tại nhà thờ St-Sulpice, Tổng giáo phận Paris. Chủ phong phong chức Phó tế là Tổng giám mục Maurice Feltin, Tổng giám mục đô thành Tổng giáo phận Paris. Sau khi truyền chức phó tế được hơn sau tháng, Phó tế Nghi tiếp tục được thụ phong linh mục tại Nhà thờ Đức Bà Paris vào ngày 25 tháng 6 năm 1953 bởi Tổng giám mục Feltin, lúc này đã là hồng y.
Sau khi truyền chức linh mục, linh mục Huỳnh Văn Nghi trở về Việt Nam. Tân linh mục được bổ nhiệm giữ các chức vụ tại Tổng giáo phận Sài Gòn, trước hết là giáo sư và quản lý Tiểu chủng viện Thánh Giuse Sài Gòn trong giai đoạn từ năm 1953 đến năm 1961. Từ tháng 7 năm 1961, linh mục Nghi được bổ nhiệm đảm nhận vai trò linh mục chánh xứ Giáo xứ Gò Vấp và từ tháng 8 năm 1965, ông được thuyên chuyển giữ chức vụ linh mục chánh xứ giáo xứ Tân Định. Ông đã đảm nhận vai trò tại Tân Định cho đến năm 1974. Trong thời kỳ linh mục Nghi quản nhiệm tại Gò Vấp, mặt tiền của giáo xứ đã được cho tu sửa lại.
Song song với các trách vụ trên, từ năm 1967, linh mục Huỳnh Văn Nghi còn đảm nhận vai trò giám đốc Caritas Sài Gòn, hỗ trợ cho nhiều hoàn cảnh khó khăn, đặc biệt là các trẻ em. Ông cũng được ghi nhận với tư cách một linh mục đã tham gia vào công tác đào tạo chủng sinh tại chủng viện. Linh mục Huỳnh Văn Nghi chứng minh được khả năng của mình trong giai đoạn là chính xứ Tân Định, một nhà thờ lớn nằm tại trung tâm Sài Gòn. Ngày 14 tháng 3 năm 1972, ông được Bộ Xã hội Việt Nam Cộng hòa trao Xã hội Bội tinh đệ nhất đẳng.

## Giám mục

### Giám mục phụ tá Tổng giáo phận Sài Gòn
Ngày 1 tháng 7 năm 1974, Giáo hoàng Phaolô VI bổ nhiệm linh mục Nicôla Huỳnh Văn Nghi làm Giám mục phụ tá Tổng giáo phận Sài Gòn, hiệu tòa Selsea. Ngày 11 tháng 8 năm 1974, lễ tấn phong Giám mục cho vị giám mục Tân cử do Hồng y Agnelo Rossi - Tổng trưởng Thánh bộ Truyền bá Phúc Âm (giáo triều Rôma) làm chủ phong tại Nhà thờ chính tòa Đức Bà Sài Gòn. Hai vị phụ phong gồm Tổng giám mục đô thành Tổng giáo phận Sài Gòn Phaolô Nguyễn Văn Bình và Tổng giám mục đô thành Tổng giáo phận Huế Philípphê Nguyễn Kim Điền. Trong hàng ngũ giám mục Công giáo tại Việt Nam, ông là giám mục thứ 36, theo tiêu chí ngày tấn phong giám mục.

### Giám quản, Giám mục Phan Thiết
Tòa Thánh quyết định thiết lập tân Giáo phận Phan Thiết vào ngày 30 tháng 1 năm 1975, tách từ Giáo phận Nha Trang, trực thuộc Giáo tỉnh Sài Gòn. Thông tin này chính thức được công bố ngày 15 tháng 2 và Tòa Thánh đã đưa ra lý do phân tách là vì Giáo phận Nha Trang có địa bàn rộng lớn và sự khác biệt giữa các sắc dân thuộc giáo phận [cũ]. Tòa Thánh bổ nhiệm Linh mục Phaolô Nguyễn Văn Hòa làm Giám mục Tiên khởi của giáo phận này.
Tờ Quan sát viên Rôma ngày 18 tháng 3 xác nhận hai giám mục Phêrô Nguyễn Huy Mai và Phaolô Nguyễn Văn Hòa không rõ tung tích. Ngày 19 tháng 3 năm 1975, Tòa Thánh bổ nhiệm Giám mục Huỳnh Văn Nghi kiêm nhiệm thêm vai trò Giám quản Tông Tòa Giáo phận Phan Thiết. Giám mục Nguyễn Văn Hòa không thể đến Phan Thiết, trong tình cảnh giao thời đầy hoang mang. Ngày 24 tháng 4, Giám mục Tiên khởi Phan Thiết, Nguyễn Văn Hòa được điều chuyển giữ chức Giám mục Giáo phận Nha Trang, sau khi giám mục giáo phận này là Phanxicô Xaviê Nguyễn Văn Thuận được thăng Tổng giám mục phó Sài Gòn.
Ngày từ ngày 17 tháng 4 năm 1975, một phái đoàn gồm một số người từ Tổng giáo phận Sài Gòn, gồm Tổng giám mục Phaolô Nguyễn Văn Bình, Giám mục Huỳnh Văn Nghi lên chuyến bay cuối cùng đến Phan Thiết trong hoàn cảnh chiến sự căng thẳng. Đoàn đến sân bay Bình Tú, Phan Thiết vào 9 giờ 30 phút sáng. Nghi thức nhậm chức giám quản diễn ra sau đó hai giờ đồng hồ tại Nhà thờ chính tòa Phan Thiết, trong buổi nghi thức Chầu Thánh Thể. Hiện diện tại Phan Thiết gồm có 15 linh mục và 50 giáo dân giáo xứ chính tòa.
Đến ngày 6 tháng 12 năm 1979, Tòa Thánh bổ nhiệm Giám mục Giám quản Huỳnh Văn Nghi làm Giám mục chính tòa của Giáo phận Phan Thiết. Vì giám mục Hòa thực tế chưa đặt chân đến đây nên một số tài liệu ghi nhận Giám mục Nghi là giám mục chính tòa tiên khởi của Giáo phận Phan Thiết. Giám mục Huỳnh Văn Nghi là người quyết định thiết lập Dòng Mến Thánh Giá Phan Thiết vào tháng 4 năm 1984.
Dịp mừng kỷ niệm 25 năm giám mục của Giám mục Huỳnh Văn Nghi xảy ra lũ lụt lớn, khiến hàng ngàn người trong địa bàn Giáo phận Phan Thiết bị mất nhà cửa, hàng chục người thiệt mạng. Trước khi cử hành lễ kỷ niệm, ngày 9 và 10 tháng 8 năm 1999, đoàn giám mục và linh mục đã đi thăm các khu vực bị thiệt hại nặng nề bởi việc mưa lũ. Linh mục người Nhật Isamu Ando, khách mời dịp lễ này cùng đi và kêu gọi Quỹ Từ thiện công giáo Caristas Quốc tế ủng hộ 895.000 USD. Nhằm hỗ trợ các nạn nhân, giám mục Huỳnh Văn Nghi ra lời kêu gọi hỗ trợ các gia đình mất nhà cửa làm lại nhà, cung cấp lúa giống cho nông dân. Giáo hoàng Gioan Phaolô II đã viết thư chúc mừng, trong thư ghi nhận rằng các dự tính của Giám mục Nghi đã giúp tăng số lượng giáo dân và những người theo đuổi việc tu trì. Giáo hoàng ghi nhận rằng Giám mục Nghi đã góp phần tăng trưởng nhiều cơ sở và cơ cấu, tổ chức cũng như việc truyền giáo được đẩy mạnh.
Tính đến năm 2003, dưới thời kỳ quản lý của Giám mục Huỳnh Văn Nghi, số giáo dân tăng từ 68.000 người lên 145.000 người, 45 nhà thờ, nhà nguyện được xây dựng hoặc tu sửa, cùng các cơ sở vật chất khác để sinh hoạt tôn giáo. Con số 58 linh mục đã lên 71 và 100 đại chủng sinh và các tu sinh. Giám mục Huỳnh Văn Nghi đã hoàn thiệt cơ cấu mục vụ ở cả hai cấp: giáo xứ và giáo phận, cùng phục hồi việc sinh hoạt tôn giáo cho các đoàn thể Công giáo trong giáo phận. Để quản lý giáo phận, ông đã cho phổ biến nhiều thư mục vụ, hỗ trợ cho các dòng tu và sinh hoạt liên tu sĩ.
Giám mục Huỳnh Văn Nghi tổ chức cấp học bổng, cải hồi câm điếc, các lớp học tình thương, các giải thưởng văn nghệ và các lớp năng khiếu. Giám mục Huỳnh Văn Nghi tham gia và đóng góp vào nhiều công trình để phát triển xã hội. Ông đã cho đầu tư các công trình phục vụ mục đích xóa đói giảm nghèo, môi trường và cứu trợ khẩn cấp trên phạm vi cả nước. Riêng tại giáo phận Phan Thiết, Giám mục Nghi cho đầu tư hỗ trợ phân và giống để trồng trọt và cả lĩnh vực chăn nuôi, hỗ trợ các giếng, cầu cống và đường đi lại, đập nước, các phương tiện cho người tàn tật, nhà tình thương.

### Giám quản Tông Tòa Tổng giáo phận Thành phố Hồ Chí Minh
Ngày 14 tháng 1 năm 1992, phái đoàn Toà Thánh do Đức ông C.Celli dẫn đầu đến Hà Nội để làm việc với chính phủ Việt Nam, đề nghị giải pháp toàn bộ gồm ba điểm: Một là, bổ nhiệm Giám mục Phaolô Giuse Phạm Đình Tụng hiện là giám quản trở thành tổng giám mục Hà Nội; hai là, Giám mục Phanxicô Xaviê Nguyễn Văn Thuận hiện là tổng giám mục phó Thành phố Hồ Chí Minh được thuyên chuyển về làm tổng giám mục Phó Hà Nội; và ba là, Giám mục Nicôla Huỳnh Văn Nghi làm tổng giám mục phó Tổng giáo phận Thành phố Hồ Chí Minh. Tuy nhiên, do chính phủ Việt Nam không chấp nhận Giám mục Thuận làm tổng giám mục phó Hà Nội, và Toà Thánh cho đây là biện pháp toàn bộ nên giải pháp ba điểm này bất thành, phái đoàn Toà Thánh trong lần làm việc với chính phủ năm 1994 thừa nhận đây là một sai lầm.
Sau đó, cuộc gặp từ ngày 1 đến ngày 7 tháng 2 năm 1993, phái đoàn Toà Thánh đưa ra giải pháp toàn bộ mới, trong đó bớt đi đề nghị đầu tiên so với năm 1992, vẫn giữ nguyên 2 đề nghị sau về các giám mục Huỳnh Văn Nghi và Nguyễn Văn Thuận. Nhưng chính phủ chỉ đồng ý đề nghị về phần Giám mục Nghi mà không chấp nhận Giám mục Thuận ra Hà Nội, vì là một giải pháp toàn bộ, Toà Thánh không bổ nhiệm Giám mục Nghi làm Tổng giám mục Phó như đã định. Tổng giám mục Celli được cho là cố gắng linh động nhằm chọn được các giám mục kế vị ở Hà Nội để kế vị Hồng y Tổng giám mục Giuse Maria Trịnh Văn Căn cũng như ở Sài Gòn để kế vị Tổng giám mục Phaolô Nguyễn Văn Bình.

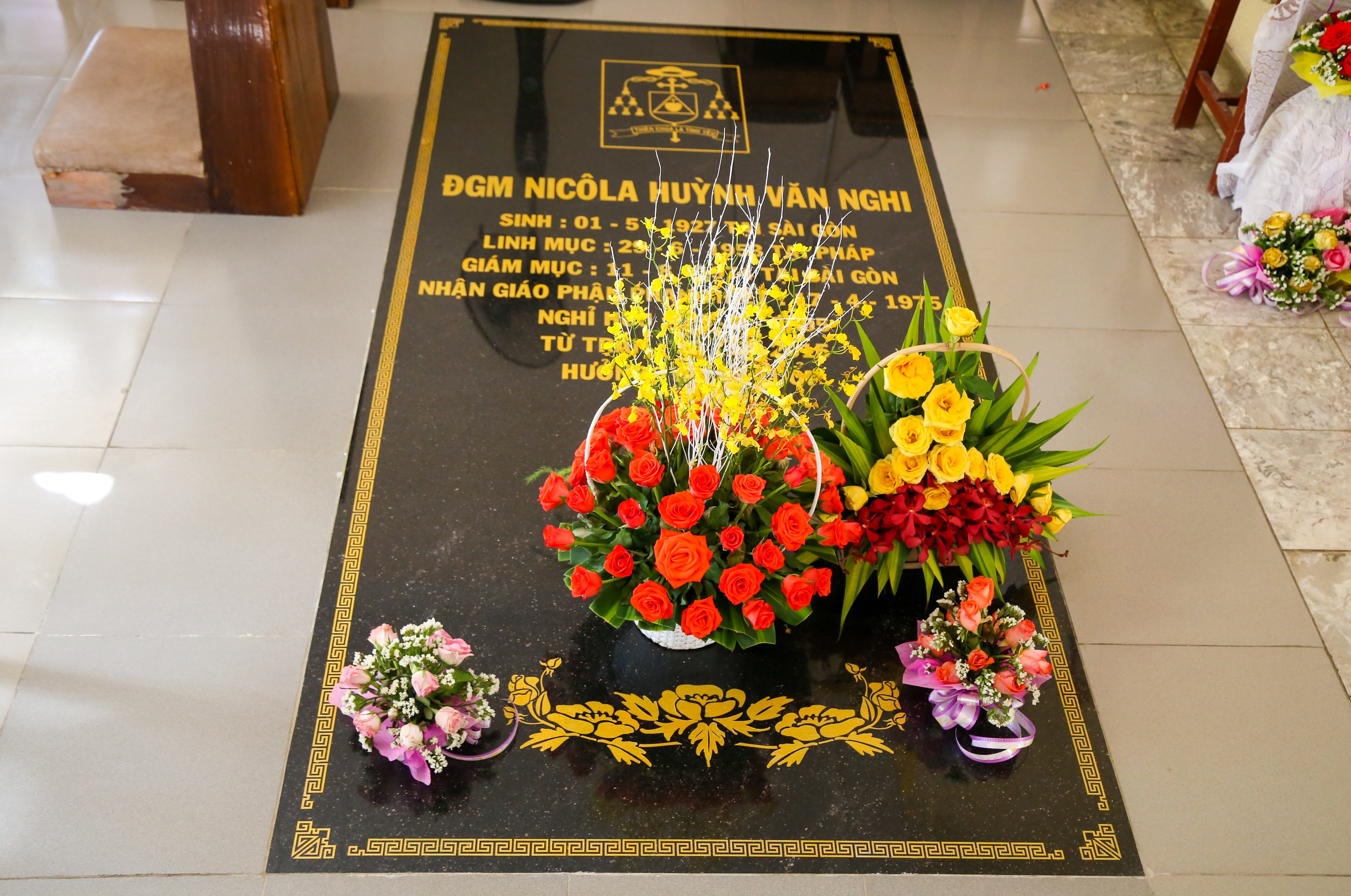
Mộ phần Giám mục Nicôla Huỳnh Văn Nghi trong Nhà thờ chính tòa Phan Thiết

Năm 1993, Tổng giám mục Phaolô Nguyễn Văn Bình ngã bệnh không thể điều hành Tổng giáo phận Thành phố Hồ Chí Minh (đã đổi tên từ Tổng giáo phận Sài Gòn). Vào thời điểm đó, tổng giám mục phó của tổng giáo phận này là Phanxicô Xaviê Nguyễn Văn Thuận lại bị cản tòa, không được phép trở lại Việt Nam vì lý do chính trị nên không thực hiện được quyền kế vị chức tổng giám mục. Vì thế, ngày 8 tháng 8 năm 1993, Tòa Thánh bổ nhiệm Giám mục Nicôla Nghi giữ kiêm thêm chức Giám quản Tổng giáo phận Thành phố Hồ Chí Minh đồng thời tiếp tục làm Giám mục chính tòa Phan Thiết theo quyết định số 3677/93 của Tòa Thánh. Tổng Giám mục Phaolô Bình lúc này bàn giao mọi việc điều hành Tổng giáo phận cho Giám mục Nicôla Huỳnh Văn Nghi, nhưng vẫn giữ quyền tổng giám mục.
Phản ứng trước sự việc này, ngày 15 tháng 9 năm 1993, Đài truyền hình Thành phố Hồ Chí Minh cho đọc toàn văn thông báo phản đối Giám mục Nicôla Huỳnh Văn Nghi hoạt động tôn giáo trên cương vị Giám quản Tổng giáo phận Thành phố Hồ Chí Minh. Ngày 22 tháng 9, ông Trương Tấn Sang, bấy giờ là Chủ tịch Ủy ban nhân dân Thành phố Hồ Chí Minh, có gởi thư cho Tổng Giám mục Phaolô Nguyễn Văn Bình để nói về quan điểm của chính quyền về vụ bổ nhiệm này. Theo đó, chính quyền Việt Nam chỉ chấp nhận giải pháp bổ nhiệm Giám mục Nghi từ Phan Thiết về làm Tổng giám mục phó với quyền kế vị. Họ cho rằng, Tòa Thánh sở dĩ không làm như vậy mà lại đơn phương bổ nhiệm Giám mục Nicôla Huỳnh Văn Nghi chỉ làm Giám quản Tổng giáo phận Thành phố Hồ Chí Minh là có ý đồ "giữ chỗ" để đưa Tổng giám mục phó Phânxicô Xaviê Nguyễn Văn Thuận về hoạt động tôn giáo tại thành phố này.
Năm 1995, Tổng Giám mục Phaolô Nguyễn Văn Bình qua đời, Giám mục Nicôla Huỳnh Văn Nghi nhận quyền điều hành Tổng giáo phận trên cương vị Giám quản Tông Tòa Tổng giáo phận Thành phố Hồ Chí Minh trong thời gian 3 năm trống tòa cho đến khi Tòa Thánh bổ nhiệm tân Tổng giám mục là Gioan Baotixita Phạm Minh Mẫn vào ngày 9 tháng 3 năm 1998. Ngày 27 tháng 1 năm 2000, Giám mục Huỳnh Văn Nghi được bổ nhiệm làm thành viên Hội Đồng Tòa Thánh Cor Unum Đồng Tâm, với nhiệm kỳ 5 năm.

## Giai đoạn cuối thời giám mục, qua đời

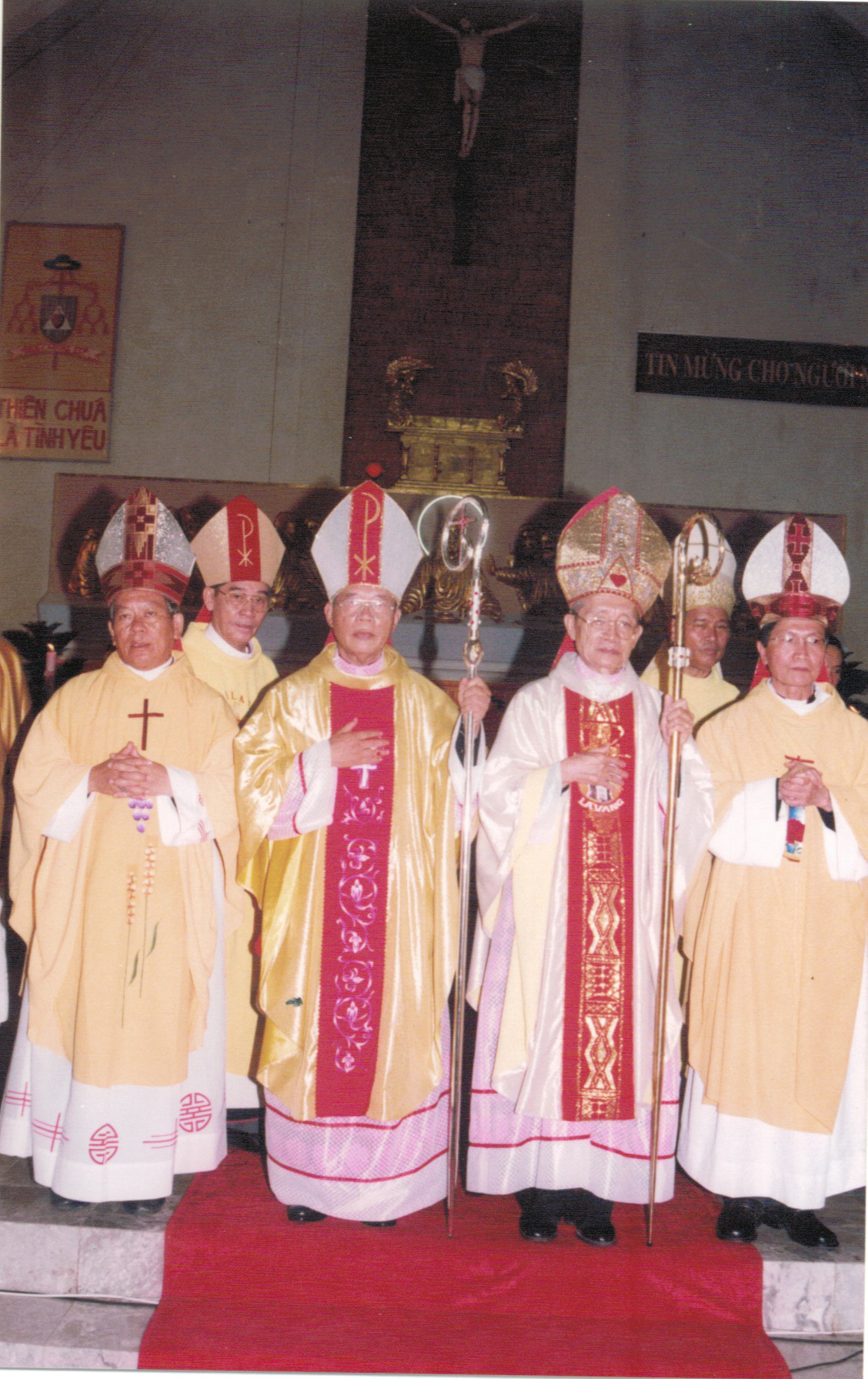
Thánh lễ tấn phong giám mục do Giám mục Huỳnh Văn Nghi chủ phong (thứ hai từ phải, hàng đầu), tân giám mục Nguyễn Thanh Hoan (thứ hai từ trái, hàng đầu).

Ngày 14 tháng 7 năm 2001, Tòa Thánh bổ nhiệm linh mục Phaolô Nguyễn Thanh Hoan làm giám mục phó giáo phận Phan Thiết. Giám mục Huỳnh Văn Nghi chính là chủ phong cho tân giám mục Hoan trong lễ tấn phong giám mục được cử hành ngày 11 tháng 8 năm 2001.
Ngày 29 tháng 6 năm 2003, dịp kỉ niệm kim khánh (50 năm) linh mục của mình, Giám mục Huỳnh Văn Nghi nhận được rất nhiều điện thư chúc mừng, của giáo hoàng, Hồng y Tổng trưởng, Giám mục Chủ tịch Hội đồng Giám mục Việt Nam Phaolô Nguyễn Văn Hòa,... Gần một năm sau đó, ông cũng tổ chức kỉ niệm 30 năm Giám mục của mình, và như dịp kỉ niệm năm trước, ông cũng nhận được rất nhiều điện thư chúc mừng. Ngày 1 tháng 4 năm 2005, Văn phòng Báo chí Tòa Thánh loan tin Giáo hoàng Gioan Phaolô II đã chấp nhận đơn từ nhiệm của Giám mục Huỳnh Văn Nghi vào ngày 4 tháng 3 năm 2005. Giám mục phó Phaolô Nguyễn Thanh Hoan chính thức kế nhiệm. Quyết định chấp thuận đơn từ nhiệm của Giám mục Nghi là một trong các quyết định của giáo hoàng trước khi ông qua đời. Bốn ngày sau đó, Giám mục Nguyễn Thanh Hoan chính thức nhậm chức, Giám mục Nghi hưu dưỡng tại Tòa Giám mục Phan Thiết.
Giám mục Huỳnh Văn Nghi qua đời lúc 15 giờ 15 phút ngày 6 tháng 5 năm 2015 tại Tòa giám mục Phan Thiết, sau 62 năm linh mục và 41 năm giám mục. Ngày 11 tháng 5, tại Nhà thờ chính tòa Giáo phận Phan Thiết, lễ an táng Giám mục Nicôla Huỳnh Văn Nghi, được cử hành lúc 9 giờ sáng do Hồng y Phêrô Nguyễn Văn Nhơn, Tổng Giám mục Tổng giáo phận Hà Nội chủ tế. Đồng tế với Hồng y Nhơn còn có 21 Giám mục của cả ba giáo tỉnh và gần 300 linh mục, tu sĩ nam nữ, người thân và hàng nghìn giáo dân. Sau khi Giám mục Nghi qua đời, số lượng giám mục Công giáo tại Việt Nam còn sống là 42 giám mục, gồm 30 vị đương nhiệm, ngoài bốn giám mục gốc Việt tại nước ngoài.
Thi hài cố giám mục Huỳnh Văn Nghi được an táng tại Nhà thờ chính tòa Phan Thiết, cùng với một trong những người kế vị ông, Giám mục Giuse Vũ Duy Thống.

## Ghi nhận
Viết trong Hồi ký, linh mục Roco Nguyễn Tự Do, Dòng Chúa Cứu Thế đưa ra nhận định về giám mục Huỳnh Văn Nghi:
| “ | Đức Cha Nicolas Huỳnh Văn Nghi là một vị Giám Mục mà tôi từng tiếp xúc và biết những công việc ngài làm trong phạm vi xây cất, xã hội và bác ái. Trong nhiều năm, ngài vẫn dùng một chiếc xe hơi cũ. Trong các cuộc thăm viếng mục vụ, không ít lần chúng tôi đã chứng kiến cảnh vị Giám Mục xắn tay áo sửa xe khi có sự cố. Vị Giám Mục đã từng cho xe dừng lại để phủi bụi bám vào áo Dòng trước khi đến địa điểm hành lễ. Chúng tôi đã gặp các em của ngài. Họ vẫn tiếp tục sống đơn giản trong những căn nhà tầm thường, bán nước giải khát bên vệ đường vùng Hàng Sanh. | ” |

## Tông truyền
Giám mục Nicôla Huỳnh Văn Nghi được tấn phong giám mục năm 1974, dưới thời Giáo hoàng Phaolô VI, bởi:
- Giám mục Chủ phong: Hồng y Agnelo Rossi, Tổng trưởng Thánh bộ Loan báo Phúc Âm cho các Dân tộc.
- Hai giám mục Phụ phong: Phaolô Nguyễn Văn Bình, Tổng giám mục Tổng giáo phận Sài Gòn và Philípphê Nguyễn Kim Điền, Tổng giám mục Tổng giáo phận Huế.

Giám mục Nicôla Huỳnh Văn Nghi là giám mục Chủ phong cho giám mục:
- Năm 2001, giám mục Phaolô Nguyễn Thanh Hoan, cố giám mục chính tòa Giáo phận Phan Thiết

Dưới đây là sơ đồ tính Tông truyền từ giám mục Việt Nam đầu tiên được giám mục ngoại quốc chủ phong cho đến đời Giám mục Nicôla Huỳnh Văn Nghi.
Giám mục Nicôla Huỳnh Văn Nghi là Giám mục Phụ phong cho các giám mục:
- Năm 1991, giám mục Phêrô Nguyễn Văn Nhơn, hiện đang là Hồng y, Nguyên Tổng giám mục đô thành Tổng giáo phận Hà Nội.
- Năm 1992, giám mục Tôma Nguyễn Văn Trâm, nguyên Giám quản Tông Tòa Giáo phận Phan Thiết, nguyên giám mục chính tòa Giáo phận Bà Rịa.